# Älvsjösjön
Älvsjösjön är en sjö i Örnsköldsviks kommun i Ångermanland och ingår i Idbyån-Moälvens kustområde. Sjön har en area på 0,805 kvadratkilometer och ligger 35 meter över havet. Sjön avvattnas av vattendraget Älvsjöbäcken.

## Delavrinningsområde
Älvsjösjön ingår i det delavrinningsområde (703062-164937) som SMHI kallar för Utloppet av Älvsjösjön. Medelhöjden är 86 meter över havet och ytan är 14,34 kvadratkilometer. Det finns inga avrinningsområden uppströms utan avrinningsområdet är högsta punkten. Älvsjöbäcken som avvattnar avrinningsområdet har biflödesordning 3, vilket innebär att vattnet flödar genom totalt 3 vattendrag innan det når havet efter 9,6 kilometer. Avrinningsområdet består mestadels av skog (65 procent) och jordbruk (14 procent). Avrinningsområdet har 0,8 kvadratkilometer vattenytor vilket ger det en sjöprocent på 5,6 procent.